# Maria Jelinek
Pour les articles homonymes, voir Jelinek.
Maria Jelinek (née en 1942 à Prague, Tchécoslovaquie) est une ancienne patineuse artistique canadienne. Elle patinait en couple avec son frère Otto Jelinek. Ensemble, ils ont remporté deux titres de champions canadiens et un titre de champions du monde.

## Biographie

### Carrière sportive
Maria et Otto ont immigré au Canada avec leurs parents en 1951. En 1962, les championnats du monde avaient lieu à Prague. Ils ont été avertis de ne pas retourner dans leur ville natale. Maria et Otta y sont allés quand même et ont remporté le titre. Ils se sont retirés de la compétition amateur en 1962 et ont patiné en professionnels pendant six ans. Maria et Otto sont reconnus comme les premiers à exécuter des portés avec diverses rotations ainsi que des doubles sauts côte-à-côte.
Maria a été admise au Temple de la renommée de Patinage Canada avec Otto Jelinek en 1994.

## Palmarès
Avec son partenaire Otto Jelinek
| Compétitions principales                                                                                                 | 1956 | 1957 | 1958 | 1959 | 1960 | 1961 | 1962 |
| Jeux olympiques d'hiver                                                                                                  |      |      |      |      | 4e   |      |      |
| Championnats du monde |      | 3e   | 3e   | 4e   | 2e   | CA   | 1re  |
| Championnats d’Amérique du Nord                                                                                          |      | 2e   |      | F    |      | 1re  |      |
| Championnats du Canada                                                                                                   | 2e   | 2e   | 2e   | F    | 2e   | 1re  | 1re  |
| Légende : F = Forfait ; CA = Championnats du monde de 1961 annulés à cause de la catastrophe aérienne du vol 548 Sabena. |      |      |      |      |      |      |      |